# Нина Живанчевић
Нина Живанчевић (Београд, 30. јануар 1957) је српска песникиња, прозни писац, есејиста, критичар и књижевни преводилац.

## Биографија
Нина Живанчевић рођена је 1957. године у Београду. Спада у оне ауторе који не престају да изненађују са објављивањем нове књиге. Пише краће песме, поеме, музичко-лирске перформансе, прозна остварења.   
Нина Живанчевић је објавила прву књигу поезије Песме у издању Нолита 1982. и за њу добила угледну Бранкову награду. Тих година сарађивала са Аленом Гинзбергом. До сада је објавила више поетских збирки на српском, француском и енглеском. Објавила је неколико прозних књига и књига теоретских есеја - монографију о рецепцији дела Милоша Црњанског (докторска теза) и студију о нашим уметницама у егзилу, Onze femmes artistes, nomads et slaves.
Добитница многих књижевних награда, преводила, уређивала а и лично учествовала у бројним песничким антологијама светског значаја.
Као уредница и кореспондент сарађивала са часописима и новинама као што су Дело, Нин, Политика, Дневник, Преступ, Момент, Ел Паис, New York Arts Magazine, American Book Review, East Village Eye, Republique de letters.
Предавала је књижевност и теорију позоришне авангарде на бројним универзитетима као што су Наропа, Универзитет у Њујорку, Хериман, Сент Џонс универзитет у Сједињеним Државама, а у Европи предаје авангардно позориште и перформанс на Сорбони и на универзитету Париз 8. 
Живи и ради у Паризу.
Члан је Српског књижевног друштва.

## Објављена дела
- Песме, Београд, Нолит, 1982 (Бранкова награда)
- Мостови који расту, Београд, Нолит, 1984.
- Гледајући књиге независних издавача, Београд, Народна Књига, 1985.
- More or Less urgent, Minnesota, New Rivers Press, 1988.
- Дух ренесансе, Просвета, Београд 1989.
- I Was a War Reporter in Egypt, New York, Leaves Press, 1992.
- Recherche Philippe Sollers, Paris, Noel Blandin, 1992.
- Inside and Out of Byzantium, New York, Semiotexte, 1994.
- Византијске приче, Београд, Време Књиге, 1995.
- Песнички диван, Зрењанин, Браничево, 1995.
- Минотаур и лавиринт, Вршац, КОВ, 1996.
- Продавци снова, роман, Народна Књига, Београд, 2000.
- Као што већ рекох, роман, Просвета, Београд, 2002.
- Death of New York City (Изабране песме, предговор Charles Simic), Cool Grove, New York, 2002.
- Орфејев повратак (приповетке), Просвета, Београд, 2003.
- J’ai été cette journaliste de guerre en Egypte (изабрана поезија), L’Harmatan, Paris, 2004.
- Слово П, (поезија), Београдска Мануфактура Снова, Београд, 2004
- Крајем века (поезија) Београдска Мануфактура Снова, Белграде, 2006.
- Milosh Crnjanski, de la Serbie à l’exil et son retour (монографија), L’Harmattan, Paris, 2007.
- Sous le Signe de Cyber Cybele, поезија, L’Harmattan, Paris, 2009.
- Изненадни Блесак (разговори са савременицима), Гласник, Београд 2009.
- Onze Femmes Artistes, Nomades et Slaves, Non Lieu, Paris, 2011.
- Исцељење, Мали Немо, Панчево 2012.
- Црњански и његов читалац, Мали Немо, Панчево 2012.
- L'Amour n'est qu'un mot 2013.
- Living on Air, 2013.
- Letters to Myself, 2014.
- Sonnets En Avion, 2015.
- Oно што се памти, 2017.

## Преводи
- Kabir: Poems (скд1980)
- Lao Tzu: Tao Te Ching (1981)
- Walter Abish: How German Is It? (1987)
- Charles Bukowski: Notes on Ordinary Madness (1985)
- Kathy Acker: Great Expectations (1986)
- Lynne Tillman: Haunted Houses (1990)
- Chris Kraus: Alens and Anorexia (2000)
- Julia Kristeva: Selected Interviews (2003)
- Simone Weil: Gravity and Grace (2007)

## Награде и признања
- Бранкова награда, 1982. године.